# Can Feliu (l'Ametlla del Vallès)
Can Feliu és un edifici del municipi de l'Ametlla del Vallès (Vallès Oriental) que forma part de l'Inventari del Patrimoni Arquitectònic de Catalunya.

## Descripció
És una masia de tipologia 2 segons Danés, és a dir, amb una teulada de dues vessants, perpendiculars a façana.Primera datació de 1780 (de ben segur l'any de reforma) tot i que la masia és ben segur anterior. La façana és arremolinada i pintada a sobre. Compta amb una estructura de 2 plantes i un tercer pis repujat amb una terrassa. La casa té una porta principal, amb brancal de totxo i una de secundària d'una reforma posterior. Es troben 4 finestres amb empits i brancals de totxo tot i que han quedat amagats per la reforma de la façana. Les parets interiors són fetes de pedra.Al lateral dret de la casa hi ha una reforma del XX juntament amb el torreo de la cantonera que corresponen a l'ampliació que va realitzar en Xammar quan va anar a viure a la casa. Elements que barregen l'estil colonial amb tocs de modernisme.